# Карлос Марія де Альвеар
Ка́рлос Марія де Альвеа́р (ісп. Carlos María de Alvear; 25 жовтня 1789, Санту-Анжелу — 3 листопада 1852, Нью-Йорк, США) — аргентинський військовий і державний діяч, генерал. Верховний правитель Об'єднаних провінцій Ла-Плати у 1815 році.

## Біографія
Альвеар здобув освіту в Буенос-Айресі та Англії. У 1806—1811 роках служив в іспанських королівських військах, брав участь у війні проти Наполеона.
У 1812 році Альвеар разом із Хосе де Сан-Мартіном повернувся до Буенос-Айреса, де почав відігравати важливу роль у війні за незалежність аргентинського народу. У 1813 році був головою Генеральної конституційної асамблеї Об'єднаних провінцій Ла-Плати, яка розробила конституцію країни, у 1814 році очолив патріотів у Буенос-Айресі, які змусили іспанських роялістів у Монтевідео капітулювати.
9 січня 1815 року Альвеар зайняв посаду верховного правителя Об'єднаних провінцій Ла-Плати. Однак, його прагнення до особистої влади, а також погодження на встановлення англійського протекторату над провінціями Ла-Плати призвели до його скидання у квітні того самого року.
Альвеар втік за кордон й повернувся на батьківщину тільки після амністії у 1821 році. Після цього займав пости посла у США (1824 та 1838), військового та морського міністра, а також головнокомандувача аргентинськими військами під час Аргентино-бразильської війни (1826—1828).
Похований на кладовищі Реколета.